# 박새영
박새영(1994년 8월 11일 ~ )은 대한민국의 핸드볼 선수이다. 대한민국 여자 핸드볼 국가대표팀 소속이다.
2017년 세계 여자 핸드볼 선수권 대회에 참가했다.